# Vườn quốc gia Kalkalpen
Vườn quốc gia Kalkalpen là một vườn quốc gia nằm ở khu vực đá vôi phía bắc Alps. Vườn quốc gia này được lập năm 1997, gồm Sengsengebirge và Reichraminger Hintergebirge ở các chân đồi Thượng Áo.

## Mô tả
Vườn quốc gia có diện tích rừng lớn nhất Trung Âu cùng khu vực canxtơ đá vôi lớn nhất Áo. Được mở cửa vào năm 1997, và có diện tích 20.825 hécta (51.460 mẫu Anh).
Vườn quốc gia có các trung tâm du khách Reichraming và Windischgarsten, trung tâm tư liệu, triển lãm và sự kiện. Các làng xung quanh là: Roßleithen, Pasching, Weyer, Großraming và St. Pankraz.
 Vườn quốc gia có tới 21 đỉnh núi cao trên 2000 mét.
Vườn quốc gia này có diện tích 20.856 hecta với 89% là khu vực tự nhiên, 11% là khu vực bảo tồn. 88% diện tích thuộc sở hữu của chính quyền liên bang Áo, 11% là sở hữu tư nhân, 1% là sở hữu của các đô thị.